# Пожежа в готелі на курорті Карталкая (2025)
21 січня 2025 року в готелі Grand Kartal на гірськолижному курорті Карталкая в провінції Болу, Туреччина, сталася пожежа. Щонайменше 78 людей загинуло.

## Пожежа
Пожежа почалася близько 3:27 ночі за турецьким часом у 12-поверховому готелі Grand Kartal, який мав 161 номер і на той момент приймав 238 гостей. За попередніми даними, пожежа почалася в ресторані на четвертому поверсі готелю, перш ніж поширитися на верхні поверхи. За словами очевидців, система виявлення пожежі в готелі не спрацювала. Деякі мешканці використовували простирадла і ковдри, щоб вилізти зі своїх кімнат.
Близько 267 працівників екстреної допомоги, 30 пожежних автомобілів і 28 машин швидкої допомоги були направлені на місце події. Губернатор провінції Болу Абдулазіз Айдін сказав, що їхнє прибуття було відкладено до 4:15 ранку через віддаленість готелю від Болу та морозну погоду. Розташування готелю на схилі скелі також вплинуло на зусилля з гасіння пожежі. Поруч з місцем пожежі розмістили польовий госпіталь. Сусідній готель також був евакуйований як запобіжний захід. Пожежу ліквідували через 12 годин.

## Загиблі
В день трагедії повідомили, що у вогні загинули щонайменше 66 людей, у тому числі двоє, які «в паніці» вистрибнули з будівлі. Ще 51 особа отримала поранення, у тому числі один у важкому стані. На той момент курорт Карталкая мав збільшену кількість відвідувачів через зимові шкільні канікули, рівень заповненості готелів коливався від 80 до 90 відсотків. Наступного дня стало відомо, що кількість жертв зросла до 78 осіб. 

## Розслідування
Групі з шести прокурорів і п'яти експертів доручили розслідувати пожежу. Міністр туризму Мехмет Нурі Ерсой сказав, що пожежна служба не виявила «жодної негативної ситуації щодо протипожежної компетентності» в готелі під час інспекцій у 2021 та 2024 роках. У рамках розслідування заарештовано чотирьох осіб, у тому числі власника готелю.

## Реакція
21 січня 2025 року Президент України Володимир Зеленський висловив співчуття Президенту та народу Туреччини через жахливу трагедію.